# Athíngani
Els athíngani (en grec antic: Ἀθίγγανοι, singular athínganos, Ἀθίγγανος) van ser una secta de monàrquics del segle ix situada a Tràcia, fundada per Teodot el banquer. L'etimologia de la paraula no és certa, però una determinació comuna és una derivació en grec de "(els) intocables" derivada d'un prefix alfa privatiu i del verb thingano (θιγγάνειν, "cosa", "tocar"). No se sap si la secta va sobreviure més enllà del segle ix. Algunes fonts van dir que derivaven dels simonians.

## Creences
El seu déu es deia Devla, i la seva festa primaveral és i va ser fins avui Kakava durant la qual celebren quan Baba Fingo (una figura salvadora) va sortir del riu i els va rescatar. La seva religió es basava en religions indo-gregues: la religió egípcia antiga i el gnosticisme cristià.
Una secta anterior, i probablement força diferent, amb el mateix nom és refutada per Marc Eremita, que sembla que va ser deixeble de Sant Joan Crisòstom. El seu llibre Eis ton Melchisedek, o segons Photius "Against the Melchisedekites", parla d'aquests nous professors que fan de Melquisedec una encarnació del Logos (Paraula divina).
Creien que Jesús era el fill biològic de Sant Josep i Maria. Després de ser batejat per Joan Baptista, Déu el va adoptar com a fill seu i el va anomenar Messies. Els athíngani també creien que Jesús estava casat amb Maria Magdalena i el seu fill era Elimes Bar Jesús, que estava cegat per l'ordre de Pau. També van creure que Jesús va viure després de la resurrecció.
Van ser anatemitzats pels bisbes, però no van deixar de predicar. Sembla que d'altra manera eren ortodoxes. Sant Jeroni (Ep. 73) refuta una obra anònima que identificava Melquisedec amb l'Esperit Sant. Cap al 600 d.C., Timoteu, prevere de Constantinoble, al seu llibre De receptione Haereticorum afegeix al final de la seva llista d'heretges que necessiten rebatejar els melquisedecians (magaris), "ara anomenats Athingani. Viuen a Frígia i no són ni hebreus ni gentils. Mantenen el dissabte, però no són circumcidats. No tocaran cap home. Si se'ls ofereix menjar, demanen que es posin a terra; després venen i s'ho prenen. Donen a altres persones amb les mateixes precaucions".
El nom athíngani, la forma variant posterior del qual és atsíngani, es va associar al poble gitano que va aparèixer per primera vegada a l'Imperi Romà d'Orient en aquell moment i és la paraula arrel de "cigano", "çingene", "cigány", "zigeuner", "tzigan", "țigan" i "zingaro", paraules utilitzades per descriure els membres del poble gitano. Avui en dia moltes d'aquestes paraules encara s'utilitzen en un sentit despectiu, tot i que altres són l'exònim més comú en una llengua determinada. Encara és clar que els athíngani que eren presents al segle ix a Tràcia són el poble romaní actual a Turquia.